# 焦遂
焦遂（?—?），唐朝詩人。
事跡不詳，有口吃，終生布衣。約與李適之同時期，一人能喝酒五斗，饮酒時非常健谈。杜甫《饮中八仙歌》稱：“焦遂五斗方卓然，高谈雄辩惊四筵。”